# خونيك زيرك (كاهشنغ)
خونیك زيرك (بالفارسية: خونیک زیرک) هي مستوطنة تقع في إيران في قسم كاهشنغ الريفي. يقدر عدد سكانها بـ 55 نسمة .